# غاري ستانلي
غاري ستانلي (بالإنجليزية: Gary Stanley)‏ (4 مارس 1954 في المملكة المتحدة - ) هو لاعب كرة قدم بريطاني في مركز الوسط. لعب مع تشيلسي وسوانزي سيتي ونادي إيفرتون ونادي بريستول سيتي ونادي بورتسموث وهافانت أند ووترلوفيل وفورت لودردايل سترايكرز وويتشاتا وينغز ‏.

## وصلات خارجية
- غاري ستانلي على موقع قاعدة بيانات كرة القدم.إي يو (الإنجليزية)